# Café Bulgakov
Café Bulgakov teljes nevén Bulgakov Irodalmi Kávéház és Kultúrbisztró Kolozsvár emblematikus kávézó-vendéglője a belvárosi Virág/Búza (Inocențiu Micu Klein) utcában.

## Története

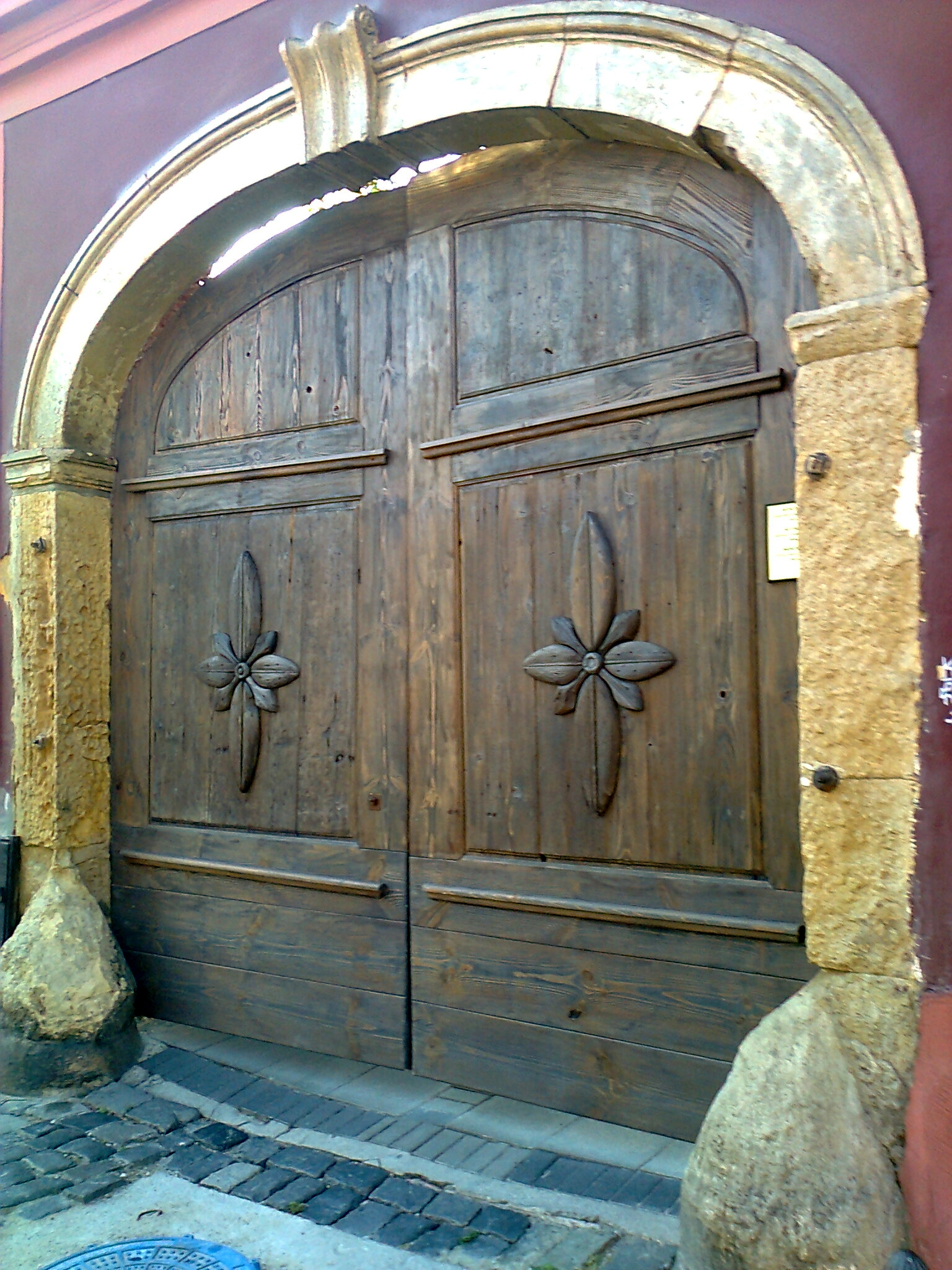
A kerthelyiség műemlék kapuja

A kávéházat 2002. június 12-én nyitották meg  Faludy György költő, Erdély szerelmese jelenlétében. 
A Café Bulgakov Méhes György író fia, Nagy Elek üzletember jóvoltából működik. Kezdetben Kovács Ferenc gasztro-szerelmes és Orbán János Dénes költő, irodalmár-kocsmáros vezette. Mára Erdély egyik legismertebb irodalmi kávéházává nőtte ki magát. A Café Bulgakov az a hely, ahol találkozik a gasztronómia, a zene és az irodalom. Rendszeresen tartanak irodalmi estéket és zenés összejöveteleket.
A kávéház több szobából áll, van emeleti és pince része is. Nyáron a kerthelyiségben működik. A kávézó egyben erdélyi irodalmi panteon is, mivel két szobájának falait az erdélyi irodalom nagyjainak fényképe díszíti. A kávézó 2012-ben Marosvásárhelyen is nyitott egy „kirendeltséget”.
A kávézó helyei: az irodalmi Pantheon, a bár, a téli kert, a manzárd (Jazz, soul & gitár), a macskaház, a pince, a nyári kert. A kávézó mindkét épülete műemlék.

## Érdekesség
Ebben a utcában, a kávéház szomszédságában játszódik Hunyady Sándor A vöröslámpás ház  című novellája, amelyből film is készült.